# 마에다 아미
마에다 아미(일본어: 前田 亜美, 1995년 6월 1일 ~ ) 는, 일본의 아이돌이며, 여성 아이돌 그룹 전 AKB48 팀A의 멤버이다. 도쿄도 출신. 오스카 프로모션 소속. 2016년 8월 29일, AKB48 팀A 졸업.